# The Invisible Monster
The Invisible Monster (1950) este un film serial produs de Republic Pictures.
Un om de știință american care vrea să ajungă dictator cunoscut sub denumirea The Phantom Ruler descoperă o substanță care face ca obiectele să devină invizibile.

## Distribuție
- Richard Webb este Lane Carson
- Aline Towne este Carol Richards
- Lane Bradford este Burton
- Stanley Price este The Phantom Ruler conducătorul fantomei, identitatea sa este dezvăluită publicului în primul capitol.[2]
- John Crawford este Harris
- George Meeker este Harry Long

## Titluri capitole
1. Slaves of the Phantom (20min)
2. The Acid Clue (13min 20s)
3. The Death Car (13min 20s)
4. Highway Holocaust (13min 20s)
5. Bridge to Eternity (13min 20s)
6. Ordeal by Fire (13min 20s)
7. Murder Train (13min 20s)
8. Window of Peril (13min 20s)
9. Trail to Destruction (13min 20s)
10. High Voltage Danger (13min 20s)
11. Death's Highway (13min 20s)
12. The Phantom Meets Justice (13min 20s)

Sursa: